# Starfire (musikalbum)
Starfire är ett studioalbum av det norska heavy metal-bandet Jorn. Det är bandets debutalbum och gavs ut 2000 av skivbolaget Frontiers Records.
Jorn bestod vid inspelningen av Jørn Lande, sångare i musikgrupperna Vagabond, The Snakes och Masterplan, samt medlemmar av musikgrupperna Ark och Millennium där Lande också var medlem. Albumet innehåller bland annat cover-versioner av några av Jørn Landes favoritband.

## Låtlista
1. "Starfire" (Jørn Lande) – 4:50
2. "Edge Of The Blade" (Jonathan Cain/Steve Perry/Neal Schon) (Journey-cover) – 4:21
3. "Break It Up" (Mick Jones) (Foreigner-cover) – 4:16
4. "Forever Yours" (Jørn Lande) – 3:56
5. "The Day the Earth Caught Fire" (Lol Mason/Mike Slamer/Max Thomas) (City Boy-cover) – 5:12
6. "Gate of Tears" (Jørn Lande) – 5:05
7. "Burn" (Ritchie Blackmore/David Coverdale/Jon Lord/Ian Paice) (Deep Purple-cover) – 6:13
8. "End Comes Easy" (Jørn Lande) – 4:08
9. "Just the Same" (Craig Chaquico/Pete Sears/Eric VanSoest) (Jefferson Starship-cover) – 5:29
10. "Abyss of Evil" (Jørn Lande) – 4:23

## Medverkande
Musiker (Jorn-medlemmar)
- Jørn Lande – sång
- Sid Ringsby – basgitarr
- Dag Stokke – keyboard
- John Macaluso – trummor

Bidragande musiker
- Willy Bendiksen – trummor
- Tore Moren – gitarr
- Ralph Santolla – gitarr
- Shane French – gitarr
- Ronni Le Tekrø – gitarr
- Tore Østby – gitarr
- John A. Narum – gitarr, basgitarr, mellotron, trumsampling

Produktion
- Jørn Lande – producent, ljudtekniker, ljudmix
- Jon Anders Narum – producent, ljudtekniker, ijudmix
- Dag Stokke – ljudtekniker, ljudmix
- Audun Strype – mastering
- Kjartan Hesthagen – ljudtekniker
- Julie Austnes – omslagskonst